# Philippe Bergman
Philippe Bergman, né en 1958 à Bruxelles, est un auteur-interprète.
Il est découvert par Pierre Roger (Arrogant Music) en 1991, aux studios ICP de Bruxelles.

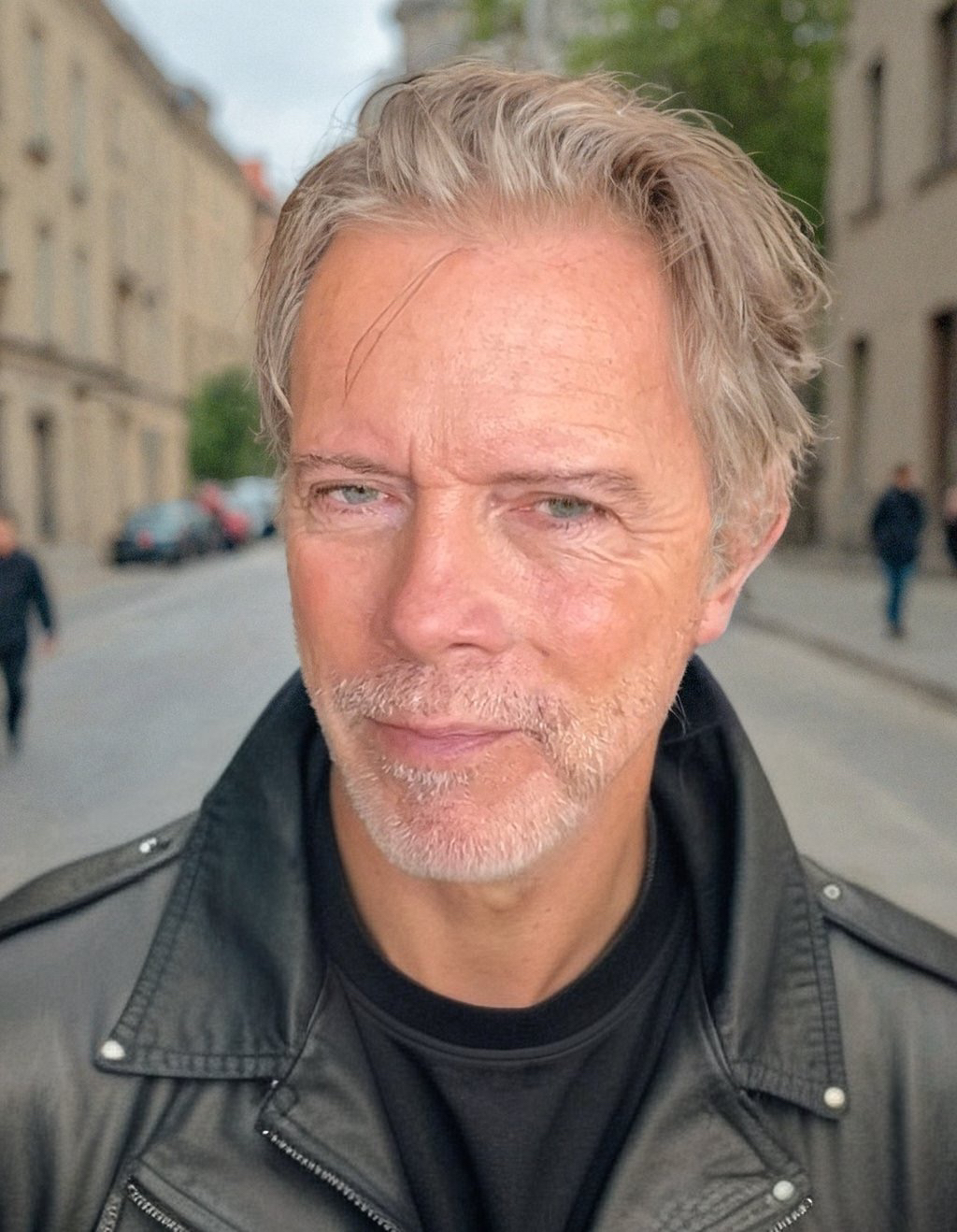
Philippe Bergman en 2025 à Cartagena, Espagne

## Débuts professionnels
Philippe Bergman signe un contrat d'artiste-interprète avec Patrick Decam chez Sony Music (Belgium) en 1993 et sort un premier album produit par Pierre Roger, Où sont les Voyageurs?, dont le premier extrait rentre rapidement dans les charts en Belgique sous le label Columbia, puis en France chez Michel de Foligné sous le label Tristar (Sony Music France). 
En 1994, Philippe Bergman assure 10 premières parties au Zénith de Paris des concerts de la chanteuse Patricia Kaas, qu'il rencontre à cette occasion: ils vivront près de 7 années ensemble à Saint-Germain-des-Prés. Le premier clip vidéo de Où sont les voyageurs? est tourné à Cuba sous la direction de Charles Devens; il est amplement diffusé sur les chaînes belges et françaises alors que Philippe assure sa promotion auprès des émissions de variétés télévisées.

## Carrière
En 1995, Philippe Bergman sort un deuxième album, Bruits de Cœur, en collaboration pour l'écriture avec Franck Grévoz, produit par Pierre Roger, toujours sous les labels Columbia et Tristar.
Philippe Bergman accompagne la chanteuse Patricia Kaas dans ses tournées nationales et internationales. Il écrit quelques textes adaptés pour l'album Dans ma chair (1.200.000 albums vendus): Chanson Simple sur une musique de Lyle Lovett, J'ai tout quitté pour toi et Sans toi (Diane Warren). Il réalise un reportage en coulisses de 52 minutes, qu'il vend à Sony Music et qui fera partie du merchandising de l'album de Patricia Kaas Dans ma chair.
En 1998, Philippe Bergman découvre, lors d'une audition qu'il organise chez son ami Sylvain Pauchard (Martin Circus) sur les Champs-Elysées, une jeune chanteuse avignonnaise de 14 ans, Sonia Lacen. Il devient son manager et un an plus tard, associé à Richard Walter (manager, producteur de spectacles: Niagara, Deep Forest, Arno, Patricia Kaas, Guy Bedos) dans Ixia Medias que Philippe crée, la signe chez Pascal Nègre (Vivendi Universal) sous le label Mercury que dirigeait alors Yan Philippe Blanc. Sonia Lacen sort un single (au fond de toi). 
Philippe Bergman crée 250 MPH Records; Johnny Hallyday indiquant son intérêt pour Sonia Lacen, Philippe s'associe avec Jean-Claude Camus (manager, producteur de spectacles: Johnny Hallyday, Michel Sardou, Michel Fugain, Jean-Michel Jarre); dans la foulée,  Sonia chantera en duo avec Johnny au pied de la Tour Eiffel le 10 juin 2000, devant plus de 800 000 personnes et 10 000 000 de téléspectateurs & dans une tournée des stades, avec Michel Sardou chez Michel Drucker, etc.; en 2000 toujours, elle se verra attribuer le premier rôle de la comédie musicale Les Mille et Une Vies d'Ali Baba de Fabrice Aboulker et Alain Lanty, produite par Jean-Claude Camus et Pierre-Alain Simon (manager: Marc Lavoine, Calogero). Philippe Bergman découvre aussi - par l'intermédiaire de Sonia Lacen - Sébastien Lorca, qui partagera la vedette de la comédie musicale Les Mille et Une Vies d'Ali Baba avec Sonia Lacen et chantera en duo avec Lara Fabian dans de nombreux concerts.